# Taxiphyllum townsendii
Taxiphyllum townsendii là một loài Rêu trong họ Hypnaceae. Loài này được Ochyra & R.R. Ireland mô tả khoa học đầu tiên năm 2009.